# جوك ماكافوي
جوك ماكافوي (بالإنجليزية: Jock McAvoy)‏ مواليد 20 نوفمبر 1908 في لانكشر، إنجلترا - الوفاة 20 نوفمبر 1971، كان ملاكم بريطاني سابق صنّف ضمن فئة الوزن المتوسط.

## إحصائيات
خاض خلال مسيرته 147 نزالا، فاز في 132 وتعادل في 1 وخسر في 14. فاز بالضربة القاضية في 88 نزالا.

## روابط خارجية
- جوك ماكافوي على موقع بوكس ريك (الإنجليزية) (registration required)